# Repêchage amateur de la LNH 1974
Ne pas confondre avec le repêchage d'expansion de la LNH 1974.
1973 1975
Le repêchage amateur de la Ligue nationale de hockey 1974 a eu lieu dans les bureaux de la ligue à Montréal au Québec (Canada).

## Sélections par tour
Les sigles suivants seront utilisés dans les tableaux pour parler des ligues mineures:
- AHO: Association de Hockey de l'Ontario – aujourd'hui Ligue de hockey de l'Ontario.
- LHJMQ: Ligue de hockey junior majeur du Québec.
- NCAA: National Collegiate Athletic Association
- LHOC: Ligue de hockey de l'ouest du Canada
- CIAU: Sport interuniversitaire canadien
- AMH: Association mondiale de hockey

### 1ertour
| Rang | Équipe LNH                    | Nationalité          | Joueur           | Repêché de                            |
| ---- | ----------------------------- | -------------------- | ---------------- | ------------------------------------- |
| 1    | Capitals de Washington        | Canada               | Greg Joly        | Pats de Regina (LHOC)                 |
| 2    | Scouts de Kansas City         | Canada               | Wilf Paiement    | Black Hawks de Saint Catharines (AHO) |
| 3    | Golden Seals de la Californie | Canada               | Rick Hampton     | Black Hawks de Saint Catharines (AHO) |
| 4    | Islanders de New York         | Canada               | Clark Gillies    | Pats de Regina (LHOC)                 |
| 5    | Canadiens de Montréal         | Canada               | Cam Connor       | Bombers de Flin Flon (LHOC)           |
| 6    | North Stars du Minnesota      | Canada               | Doug Hicks       | Bombers de Flin Flon (LHOC)           |
| 7    | Canadiens de Montréal         | Canada               | Doug Risebrough  | Rangers de Kitchener (AHO)            |
| 8    | Penguins de Pittsburgh        | Canada               | Pierre Larouche  | Éperviers de Sorel (LHJMQ)            |
| 9    | Red Wings de Détroit          | Canada               | Bill Lochead     | Generals d'Oshawa (AHO)               |
| 10   | Canadiens de Montréal         | Venezuela États-Unis | Rick Chartraw    | Rangers de Kitchener (AHO)            |
| 11   | Sabres de Buffalo             | États-Unis           | Lee Fogolin      | Generals d'Oshawa (AHO)               |
| 12   | Canadiens de Montréal         | Canada               | Mario Tremblay   | Bleu-Blanc-Rouge de Montréal (LHJMQ)  |
| 13   | Maple Leafs de Toronto        | Canada               | Jack Valiquette  | Greyhounds de Sault Ste. Marie (AHO)  |
| 14   | Rangers de New York           | Canada               | Dave Maloney     | Rangers de Kitchener (AHO)            |
| 15   | Canadiens de Montréal         | Canada               | Gord McTavish    | Wolves de Sudbury (AHO)               |
| 16   | Black Hawks de Chicago        | Canada               | Grant Mulvey     | Centennials de Calgary (LHOC)         |
| 17   | Golden Seals de la Californie | Canada               | Ron Chipperfield | Wheat Kings de Brandon (LHOC)         |
| 18   | Bruins de Boston              | Canada               | Don Larway       | Broncos de Swift Current (LHOC)       |

### 2etour
| Rang | Équipe LNH                    | Nationalité | Joueur           | Repêché de                           |
| ---- | ----------------------------- | ----------- | ---------------- | ------------------------------------ |
| 19   | Capitals de Washington        | Canada      | Mike Marson      | Wolves de Sudbury (AHO)              |
| 20   | Scouts de Kansas City         | Canada      | Glen Burdon      | Pats de Regina (LHOC)                |
| 21   | Golden Seals de la Californie | Canada      | Bruce Affleck    | Pioneers de Denver (NCAA)            |
| 22   | Islanders de New York         | Canada      | Bryan Trottier   | Broncos de Swift Current (LHOC)      |
| 23   | Canucks de Vancouver          | Canada      | Ron Sedlbauer    | Rangers de Kitchener (AHO)           |
| 24   | North Stars du Minnesota      | Canada      | Rich Nantais     | Remparts de Québec (LHJMQ)           |
| 25   | Bruins de Boston              | États-Unis  | Mark Howe        | Aeros de Houston (AMH)               |
| 26   | Blues de Saint-Louis          | Canada      | Bob Hess         | Bruins de New Westminster (LHOC)     |
| 27   | Penguins de Pittsburgh        | Canada      | Jacques Cossette | Éperviers de Sorel (LHJMQ)           |
| 28   | Flames d'Atlanta              | Canada      | Guy Chouinard    | Remparts de Québec (LHJMQ)           |
| 29   | Sabres de Buffalo             | Canada      | Danny Gare       | Centennials de Calgary (LHOC)        |
| 30   | Canadiens de Montréal         | Canada      | Gary MacGregor   | Royals de Cornwall (LHJMQ)           |
| 31   | Maple Leafs de Toronto        | Canada      | Tiger Williams   | Broncos de Swift Current (LHOC)      |
| 32   | Rangers de New York           | Canada      | Ron Greschner    | Bruins de New Westminster (LHOC)     |
| 33   | Canadiens de Montréal         | Canada      | Gilles Lupien    | Bleu-Blanc-Rouge de Montréal (LHJMQ) |
| 34   | Black Hawks de Chicago        | Canada      | Alain Daigle     | Ducs de Trois-Rivières (LHJMQ)       |
| 35   | Flyers de Philadelphie        | Canada      | Don McLean       | Wolves de Sudbury (AHO)              |
| 36   | Bruins de Boston              | Canada      | Peter Sturgeon   | Rangers de Kitchener (AHO)           |

### 3etour
| Rang | Équipe LNH                    | Nationalité | Joueur                 | Repêché de                           |
| ---- | ----------------------------- | ----------- | ---------------------- | ------------------------------------ |
| 37   | Capitals de Washington        | Canada      | John Paddock           | Wheat Kings de Brandon (LHOC)        |
| 38   | Scouts de Kansas City         | Canada      | Bob Bourne             | Blades de Saskatoon (LHOC)           |
| 39   | Golden Seals de la Californie | Canada      | Charlie Simmer         | Greyhounds de Sault Ste. Marie (AHO) |
| 40   | Islanders de New York         | Canada      | Brad Anderson          | Cougars de Victoria (LHOC)           |
| 41   | Canucks de Vancouver          | Canada      | John Hughes            | Marlboros de Toronto (AHO)           |
| 42   | North Stars du Minnesota      | États-Unis  | Pete LoPresti          | Pioneers de Denver (NCAA)            |
| 43   | Blues de Saint-Louis          | États-Unis  | Gordon Buynak          | Canadians de Kingston (AHO)          |
| 44   | Red Wings de Détroit          | Canada      | Dan Mandryk            | Centennials de Calgary (LHOC)        |
| 45   | Red Wings de Détroit          | États-Unis  | Bill Evo               | Petes de Peterborough (AHO)          |
| 46   | Flames d'Atlanta              | États-Unis  | Dick Spannbauer        | Golden Gophers du Minnesota (NCAA)   |
| 47   | Sabres de Buffalo             | Canada      | Michel Déziel          | Éperviers de Sorel (LHJMQ)           |
| 48   | Kings de Los Angeles          | États-Unis  | Gary Sargent           | Sugar Kings de Fargo-Moorhead (LHJM) |
| 49   | Maple Leafs de Toronto        | Suède       | Per-Arne Alexandersson | Leksands IF (Elitserien)             |
| 50   | Rangers de New York           | Canada      | Jerry Holland          | Centennials de Calgary (LHOC)        |
| 51   | Canadiens de Montréal         | États-Unis  | Marty Howe             | Aeros de Houston (AMH)               |
| 52   | Black Hawks de Chicago        | Canada      | Bob Murray             | Royals de Cornwall (LHJMQ)           |
| 53   | Flyers de Philadelphie        | Canada      | Bob Sirois             | Bleu-Blanc-Rouge de Montréal (LHJMQ) |
| 54   | Bruins de Boston              | Canada      | Tom Edur               | Crusaders de Cleveland (AMH)         |

### 4etour
| Rang | Équipe LNH                    | Nationalité | Joueur           | Repêché de                           |
| ---- | ----------------------------- | ----------- | ---------------- | ------------------------------------ |
| 55   | Capitals de Washington        | Canada      | Paul Nicholson   | Knights de London (AHO)              |
| 56   | Scouts de Kansas City         | Canada      | Roger Lemelin    | Knights de London (AHO)              |
| 57   | Golden Seals de la Californie | Canada      | Tom Price        | 67's d'Ottawa (AHO)                  |
| 58   | Flames d'Atlanta              | Canada      | Pat Ribble       | Generals d'Oshawa (AHO)              |
| 59   | Canucks de Vancouver          | Canada      | Harold Snepsts   | Oil Kings d'Edmonton (LHOC)          |
| 60   | North Stars du Minnesota      | Canada      | Kim MacDougall   | Pats de Regina (LHOC)                |
| 61   | Canadiens de Montréal         | Canada      | Barry Legge      | Clubs de Winnipeg (LHOC)             |
| 62   | Penguins de Pittsburgh        | Canada      | Mario Faubert    | Université de Saint-Louis (NCAA)     |
| 63   | Red Wings de Détroit          | Canada      | Michel Bergeron  | Éperviers de Sorel (LHJMQ)           |
| 64   | Flames d'Atlanta              | Canada      | Cam Botting      | Flyers de Niagara Falls (AHO)        |
| 65   | Sabres de Buffalo             | Canada      | Paul McIntosh    | Petes de Peterborough (AHO)          |
| 66   | Kings de Los Angeles          | Canada      | Brad Winton      | Marlboros de Toronto (AHO)           |
| 67   | Maple Leafs de Toronto        | Canada      | Peter Driscoll   | Canadians de Kingston (AHO)          |
| 68   | Rangers de New York           | Canada      | Boyd Anderson    | Tigers de Medicine Hat (LHOC)        |
| 69   | Canadiens de Montréal         | Canada      | Mike McKegney    | Rangers de Kitchener (AHO)           |
| 70   | Black Hawks de Chicago        | Canada      | Terry Ruskowski  | Broncos de Swift Current (LHOC)      |
| 71   | Flyers de Philadelphie        | Canada      | Randy Andreachuk | Chiefs de Kamloops (LHOC)            |
| 72   | Bruins de Boston              | Canada      | Bill Reed        | Greyhounds de Sault Ste. Marie (AHO) |

### 5etour
| Rang | Équipe LNH                    | Nationalité | Joueur          | Repêché de                            |
| ---- | ----------------------------- | ----------- | --------------- | ------------------------------------- |
| 73   | Capitals de Washington        | Canada      | Jack Patterson  | Chiefs de Kamloops (LHOC)             |
| 74   | Scouts de Kansas City         | Canada      | Mark Lomenda    | Cougars de Victoria (LHOC)            |
| 75   | Golden Seals de la Californie | États-Unis  | Jim Warden      | Huskies de Michigan Tech (NCAA)       |
| 76   | Islanders de New York         | Canada      | Carlo Torresan  | Éperviers de Sorel (LHJMQ)            |
| 77   | Canucks de Vancouver          | Canada      | Mike Rogers     | Centennials de Calgary (LHOC)         |
| 78   | North Stars du Minnesota      | Canada      | Ron Ashton      | Blades de Saskatoon (LHOC)            |
| 79   | Blues de Saint-Louis          | Canada      | Mike Zuke       | Huskies de Michigan Tech (NCAA)       |
| 80   | Penguins de Pittsburgh        | Canada      | Bruce Aberhart  | Knights de London (AHO)               |
| 81   | Red Wings de Détroit          | États-Unis  | John Taft       | Badgers du Wisconsin (NCAA)           |
| 82   | Flames d'Atlanta              | Canada      | Jerry Badiuk    | Rangers de Kitchener (AHO)            |
| 83   | Sabres de Buffalo             | Canada      | Garry Larivière | Black Hawks de Saint Catharines (AHO) |
| 84   | Kings de Los Angeles          | Canada      | Paul Evans      | Rangers de Kitchener (AHO)            |
| 85   | Maple Leafs de Toronto        | Canada      | Mike Palmateer  | Marlboros de Toronto (AHO)            |
| 86   | Rangers de New York           | Canada      | Dennis Olmstead | Badgers du Wisconsin (NCAA)           |
| 87   | Blues de Saint-Louis          | États-Unis  | Don Whelden     | Knights de London (AHO)               |
| 88   | Black Hawks de Chicago        | Canada      | Dave Logan      | National de Laval (LHJMQ)             |
| 89   | Flyers de Philadelphie        | Canada      | Dennis Sobchuk  | Pats de Regina (LHOC)                 |
| 90   | Bruins de Boston              | Canada      | Jamie Bateman   | Remparts de Québec (LHJMQ)            |

### 6etour
| Rang | Équipe LNH                    | Nationalité | Joueur            | Repêché de                         |
| ---- | ----------------------------- | ----------- | ----------------- | ---------------------------------- |
| 91   | Capitals de Washington        | Canada      | Brian Kinsella    | Generals d'Oshawa (AHO)            |
| 92   | Scouts de Kansas City         | États-Unis  | John Shewchuk     | Vulcans de St.-Paul (LHJM)         |
| 93   | Golden Seals de la Californie | États-Unis  | Tom Sundberg      | Vulcans de St.-Paul (LHJM)         |
| 94   | Islanders de New York         | Canada      | Sid Prysunka      | Bruins de New Westminster (LHOC)   |
| 95   | Canucks de Vancouver          | Canada      | Andy Spruce       | Knights de London (AHO)            |
| 96   | North Stars du Minnesota      | États-Unis  | John Sheridan     | Golden Gophers du Minnesota (NCAA) |
| 97   | Blues de Saint-Louis          | Canada      | Mike Thompson     | Cougars de Victoria (LHOC)         |
| 98   | Penguins de Pittsburgh        | États-Unis  | William Schneider | Golden Gophers du Minnesota (NCAA) |
| 99   | Red Wings de Détroit          | États-Unis  | Don Dufek         | Wolverines du Michigan (NCAA)      |
| 100  | Flames d'Atlanta              | États-Unis  | Bill Moen         | Golden Gophers du Minnesota (NCAA) |
| 101  | Sabres de Buffalo             | États-Unis  | Dave Given        | Bears de Brown (NCAA)              |
| 102  | Kings de Los Angeles          | Canada      | Marty Mathews     | Bombers de Flin-Flon (LHOC)        |
| 103  | Maple Leafs de Toronto        | Canada      | Bill Hassard      | Raiders de Wexford (LHJPO)         |
| 104  | Rangers de New York           | Canada      | Ed Johnstone      | Tigers de Medicine Hat (LHOC)      |
| 105  | Canadiens de Montréal         | Canada      | John Stewart      | Falcons de Bowling Green (NCAA)    |
| 106  | Black Hawks de Chicago        | Canada      | Bob Volpe         | Wolves de Sudbury (AHO)            |
| 107  | Flyers de Philadelphie        | Canada      | Willie Friesen    | Broncos de Swift Current (LHOC)    |
| 108  | Bruins de Boston              | Canada      | Bill Best         | Wolves de Sudbury (AHO)            |

### 7etour
| Rang | Équipe LNH                    | Nationalité | Joueur          | Repêché de                            |
| ---- | ----------------------------- | ----------- | --------------- | ------------------------------------- |
| 109  | Capitals de Washington        | Canada      | Garth Malarchuk | Centennials de Calgary (LHOC)         |
| 110  | Scouts de Kansas City         | Canada      | Mike Boland     | Greyhounds de Sault Ste. Marie (AHO)  |
| 111  | Golden Seals de la Californie | États-Unis  | Tom Anderson    | Vulcans de St.-Paul (LHJM)            |
| 112  | Islanders de New York         | États-Unis  | Dave Langevin   | Bulldogs de Minnesota-Duluth (NCAA)   |
| 113  | Canucks de Vancouver          | Canada      | Jim Clarke      | Marlboros de Toronto (AHO)            |
| 114  | North Stars du Minnesota      | États-Unis  | Dave Heitz      | Sugar Kings de Fargo-Moorhead (LHJM)  |
| 115  | Blues de Saint-Louis          | Canada      | Terry Casey     | Black Hawks de Saint Catharines (AHO) |
| 116  | Penguins de Pittsburgh        | Canada      | Rob Laird       | Pats de Regina (LHOC)                 |
| 117  | Red Wings de Détroit          | États-Unis  | Jack Carlson    | Iron Rangers de Marquette (USHL)      |
| 118  | Flames d'Atlanta              | États-Unis  | Peter Brown     | Terriers de Boston (NCAA)             |
| 119  | Sabres de Buffalo             | Canada      | Bernard Noreau  | National de Laval (LHJMQ)             |
| 120  | Kings de Los Angeles          | Canada      | Harvey Stewart  | Bombers de Flin-Flon (LHOC)           |
| 121  | Maple Leafs de Toronto        | Canada      | Kevin Devine    | Marlboros de Toronto (AHO)            |
| 122  | Rangers de New York           | Canada      | John Memryk     | Clubs de Winnipeg (LHOC)              |
| 123  | Canadiens de Montréal         | États-Unis  | Joe Micheletti  | Golden Gophers du Minnesota (NCAA)    |
| 124  | Black Hawks de Chicago        | Canada      | Eddie Mio       | Tigers de Colorado College (NCAA)     |
| 125  | Flyers de Philadelphie        | Canada      | Réjean Lemelin  | Castors de Sherbrooke (LHJMQ)         |
| 126  | Bruins de Boston              | Canada      | Ray Maluta      | Bombers de Flin-Flon (LHOC)           |

### 8etour
| Rang | Équipe LNH                    | Nationalité | Joueur             | Repêché de                              |
| ---- | ----------------------------- | ----------- | ------------------ | --------------------------------------- |
| 127  | Capitals de Washington        | Canada      | John Nazar         | Royals de Cornwall (LHJMQ)              |
| 128  | Golden Seals de la Californie | Canada      | Jim McCabe         | Sabres de Welland (LHJSO)               |
| 129  | Islanders de New York         | Canada      | Dave Inkpen        | Oil Kings d'Edmonton (LHOC)             |
| 130  | Canucks de Vancouver          | Canada      | Robbie Watt        | Bombers de Flin-Flon (LHOC)             |
| 131  | North Stars du Minnesota      | Suède       | Roland Eriksson    | Unabro (Elitserien)                     |
| 132  | Blues de Saint-Louis          | Canada      | Rod Tordoff        | Broncos de Swift Current (LHOC)         |
| 133  | Penguins de Pittsburgh        | Canada      | Larry Finck        | Black Hawks de Saint Catharines (AHO)   |
| 134  | Red Wings de Détroit          | Canada      | Greg Steel         | Centennials de Calgary (LHOC)           |
| 135  | Flames d'Atlanta              | Canada      | Tom Lindskog       | Wolverines du Michigan (NCAA)           |
| 136  | Sabres de Buffalo             | Canada      | Charles Constantin | Remparts de Québec (LHJMQ)              |
| 137  | Kings de Los Angeles          | Canada      | John Held          | Knights de London (AHO)                 |
| 138  | Maple Leafs de Toronto        | Canada      | Kevin Kemp         | 67's d'Ottawa (AHO)                     |
| 139  | Rangers de New York           | Canada      | Greg Holst         | Canadians de Kingston (AHO)             |
| 140  | Canadiens de Montréal         | Canada      | Jamie Hislop       | Wildcats du New Hampshire (NCAA)        |
| 141  | Black Hawks de Chicago        | Canada      | Mike St. Cyr       | Rangers de Kitchener (AHO)              |
| 142  | Flyers de Philadelphie        | États-Unis  | Steve Short        | Stars du Minnesota (LHJM)               |
| 143  | Bruins de Boston              | Canada      | Daryl Drader       | Fighting Sioux du Dakota du Nord (NCAA) |

### 9etour
| Rang | Équipe LNH               | Nationalité | Joueur          | Repêché de                            |
| ---- | ------------------------ | ----------- | --------------- | ------------------------------------- |
| 144  | Capitals de Washington   | Canada      | Kelvin Erickson | Centennials de Calgary (LHOC)         |
| 145  | Scouts de Kansas City    | Canada      | Brian Kuruliak  | Trappers de North Bay (LHJPO)         |
| 146  | Islanders de New York    | Canada      | Jim Foubister   | Cougars de Victoria (LHOC)            |
| 147  | Canucks de Vancouver     | Canada      | Marc Gaudreault | Lakers de Lake Superior State (NCAA)  |
| 148  | North Stars du Minnesota | Canada      | Dave Staffen    | 67's d'Ottawa (AHO)                   |
| 149  | Blues de Saint-Louis     | Canada      | Paul Touzin     | Dynamos de Shawinigan (LHJMQ)         |
| 150  | Penguins de Pittsburgh   | Canada      | Jim Chicoyne    | Wheat Kings de Brandon (LHOC)         |
| 151  | Red Wings de Détroit     | Canada      | Glen McLeod     | Wolves de Sudbury (AHO)               |
| 152  | Flames d'Atlanta         | Canada      | Larry Hopkins   | Crushmen d'Oshawa                     |
| 153  | Sabres de Buffalo        | Canada      | Rick Jodzio     | Red Wings d'Hamilton (AHO)            |
| 154  | Kings de Los Angeles     | Canada      | Mario Lessard   | Castors de Sherbrooke (LHJMQ)         |
| 155  | Maple Leafs de Toronto   | Canada      | Dave Syvret     | Black Hawks de Saint Catharines (AHO) |
| 156  | Rangers de New York      | Canada      | Claude Arvisais | Dynamos de Shawinigan (LHJMQ)         |
| 157  | Canadiens de Montréal    | Canada      | Gordon Stewart  | Chiefs de Kamloops (LHOC)             |
| 158  | Black Hawks de Chicago   | Canada      | Steve Colp      | Wolverines du Michigan (NCAA)         |
| 159  | Flyers de Philadelphie   | Canada      | Peter MacKenzie | Université St.-Francis-Xavier (CIAU)  |
| 160  | Bruins de Boston         | États-Unis  | Peter Roberts   | Blues de Saint-Cloud (LHJM)           |

### 10etour
| Rang | Équipe LNH               | Nationalité | Joueur           | Repêché de                              |
| ---- | ------------------------ | ----------- | ---------------- | --------------------------------------- |
| 161  | Capitals de Washington   | Canada      | Tony White       | Rangers de Kitchener (AHO)              |
| 162  | Scouts de Kansas City    | Canada      | Denis Carufel    | Éperviers de Sorel (LHJMQ)              |
| 163  | Islanders de New York    | Canada      | Bob Ferguson     | Royals de Cornwall (LHJMQ)              |
| 164  | North Stars du Minnesota | Canada      | Brian Andersen   | Bruins de New Westminster (LHOC)        |
| 165  | Blues de Saint-Louis     | États-Unis  | John Ahern       | Bears de Brown (NCAA)                   |
| 166  | Penguins de Pittsburgh   | Canada      | Rick Uhrich      | Pats de Regina (LHOC)                   |
| 167  | Flames d'Atlanta         | Canada      | Louis Loranger   | Dynamos de Shawinigan (LHJMQ)           |
| 168  | Sabres de Buffalo        | Canada      | Derek Smith      | 67's d'Ottawa (AHO)                     |
| 169  | Kings de Los Angeles     | Canada      | Derrick Emerson  | Bleu-Blanc-Rouge de Montréal (LHJMQ)    |
| 170  | Maple Leafs de Toronto   | Canada      | Andy Stoesz      | Steelers de Selkirk (LHJM)              |
| 171  | Rangers de New York      | Canada      | Ken Dodd         | Bruins de New Westminster (LHOC)        |
| 172  | Canadiens de Montréal    | Canada      | Chuck Luksa      | Rangers de Kitchener (AHO)              |
| 173  | Black Hawks de Chicago   | Canada      | Rick Fraser      | Generals d'Oshawa (AHO)                 |
| 174  | Flyers de Philadelphie   | Canada      | Marcel Labrosse  | Dynamos de Shawinigan (LHJMQ)           |
| 175  | Bruins de Boston         | États-Unis  | Peter Waselovich | Fighting Sioux du Dakota du Nord (NCAA) |

### 11etour
| Rang | Équipe LNH               | Nationalité | Joueur           | Repêché de                       |
| ---- | ------------------------ | ----------- | ---------------- | -------------------------------- |
| 176  | Capitals de Washington   | Canada      | Ron Pronchuk     | Wheat Kings de Brandon (LHOC)    |
| 177  | Scouts de Kansas City    | Suède       | Soren Johansson  | Djurgårdens IF (Elitserien)      |
| 178  | Islanders de New York    | Canada      | Murray Fleck     | Bruins d'Estevan (LHJS)          |
| 179  | North Stars du Minnesota | Canada      | Duane Bray       | Bombers de Flin-Flon (LHJS)      |
| 180  | Blues de Saint-Louis     | Canada      | Mitch Babin      | Trappers de North Bay (LHJPO)    |
| 181  | Penguins de Pittsburgh   | Canada      | Serge Gamelin    | Éperviers de Sorel (LHJMQ)       |
| 182  | Flames d'Atlanta         | Canada      | Randy Montgomery | Sabres de Welland (LHJSO)        |
| 183  | Sabres de Buffalo        | Japon       | Taro Tsujimoto,  | Katana de Tokyo                  |
| 184  | Kings de Los Angeles     | Canada      | Jacques Locas    | Remparts de Québec (LHJMQ)       |
| 185  | Maple Leafs de Toronto   | Canada      | Marty Feschuk    | Blades de Saskatoon (LHOC)       |
| 186  | Rangers de New York      | Canada      | Ralph Krentz     | Wheat Kings de Brandon (LHOC)    |
| 187  | Canadiens de Montréal    | Canada      | Cliff Cox        | Wildcats du New Hampshire (NCAA) |
| 188  | Black Hawks de Chicago   | Canada      | Jean Bernier     | Dynamos de Shawinigan (LHJMQ)    |
| 189  | Flyers de Philadelphie   | États-Unis  | Scott Jessee     | Huskies de Michigan Tech (NCAA)  |

### 12etour
| Rang | Équipe LNH               | Nationalité | Joueur          | Repêché de                       |
| ---- | ------------------------ | ----------- | --------------- | -------------------------------- |
| 190  | Capitals de Washington   | Canada      | Dave McKee      | Generals d'Oshawa (AHO)          |
| 191  | Scouts de Kansas City    | Suède       | Mats Ulander    | Boden (Elitserien)               |
| 192  | Islanders de New York    | Canada      | Dave Rooke      | Royals de Cornwall (LHJMQ)       |
| 193  | North Stars du Minnesota | Canada      | Don Hay         | Bruins de New Westminster (LHOC) |
| 194  | Blues de Saint-Louis     | Canada      | Doug Allan      | Bruins de New Westminster (LHOC) |
| 195  | Penguins de Pittsburgh   | Canada      | Rich Perron     | Remparts de Québec (LHJMQ)       |
| 196  | Sabres de Buffalo        | Canada      | Bob Geoffrion   | Royals de Cornwall (LHJMQ)       |
| 197  | Kings de Los Angeles     | Canada      | Lindsay Thomson | Pioneers de Denver (NCAA)        |
| 198  | Rangers de New York      | Canada      | Larry Jacques   | 67's d'Ottawa (AHO)              |
| 199  | Canadiens de Montréal    | Canada      | Dave Lumley     | Wildcats du New Hampshire (NCAA) |
| 200  | Black Hawks de Chicago   | Canada      | Dwayne Byers    | Castors de Sherbrooke (LHJMQ)    |
| 201  | Flyers de Philadelphie   | Canada      | Richard Guay    | Saguenéens de Chicoutimi (LHJMQ) |

### 13etour
| Rang | Équipe LNH               | Nationalité | Joueur           | Repêché de                           |
| ---- | ------------------------ | ----------- | ---------------- | ------------------------------------ |
| 202  | Capitals de Washington   | Canada      | Scott Mabley     | Greyhounds de Sault Ste. Marie (AHO) |
| 203  | Scouts de Kansas City    | Canada      | Ed Pizunski      | Petes de Peterborough (AHO)          |
| 204  | Islanders de New York    | Canada      | Neil Smith       | Équipe junior de Brockville          |
| 205  | North Stars du Minnesota | Canada      | Brian Holderness | Blades de Saskatoon (LHOC)           |
| 206  | Penguins de Pittsburgh   | Canada      | Rick Hindmarch   | Université de Calgary (CIAU)         |
| 207  | Kings de Los Angeles     | États-Unis  | Craig Brickley   | Université de la Pennsylvanie (NCAA) |
| 208  | Rangers de New York      | Canada      | Tom Castle       | Petes de Peterborough (AHO)          |
| 209  | Canadiens de Montréal    | Canada      | Mike Hobin       | Red Wings d'Hamilton (AHO)           |
| 210  | Black Hawks de Chicago   | Canada      | Glen Ing         | Cougars de Victoria (LHOC)           |
| 211  | Flyers de Philadelphie   | États-Unis  | Brad Morrow      | Golden Gophers du Minnesota (NCAA)   |

### 14etour
| Rang | Équipe LNH               | Nationalité | Joueur         | Repêché de                           |
| ---- | ------------------------ | ----------- | -------------- | ------------------------------------ |
| 212  | Capitals de Washington   | Canada      | Bernard Plante | Ducs de Trois-Rivières (LHJMQ)       |
| 213  | Scouts de Kansas City    | Canada      | Willie Wing    | Red Wings d'Hamilton (AHO)           |
| 214  | Islanders de New York    | Suède       | Stefan Persson | Brynas IF (Elitserien)               |
| 215  | North Stars du Minnesota | Canada      | Frank Taylor   | Wheat Kings de Brandon (AHO)         |
| 216  | Penguins de Pittsburgh   | Canada      | Bill Davis     | Raiders de Colgate (NCAA)            |
| 217  | Kings de Los Angeles     | Canada      | Brad Kuglin    | Université de la Pennsylvanie (NCAA) |
| 218  | Rangers de New York      | Canada      | Eric Brubacher | Canadians de Kingston (AHO)          |
| 219  | Flyers de Philadelphie   | États-Unis  | Craig Arvidson | Bulldogs de Minnesota-Duluth (NCAA)  |

### 15etour
| Rang | Équipe LNH               | Nationalité | Joueur           | Repêché de                       |
| ---- | ------------------------ | ----------- | ---------------- | -------------------------------- |
| 220  | Capitals de Washington   | Canada      | Jacques Chiasson | Rangers de Drummondville (LHJMQ) |
| 221  | Islanders de New York    | États-Unis  | Dave Otness      | Badgers du Wisconsin (NCAA)      |
| 222  | North Stars du Minnesota | États-Unis  | Jeff Hymanson    | Blues de St. Cloud (LHJM)        |
| 223  | Penguins de Pittsburgh   | États-Unis  | James Mathers    | Huskies de Northeastern (NCAA)   |
| 224  | Rangers de New York      | Canada      | Russ Hall        | Clubs de Winnipeg (LHOC)         |

### 16etour
| Rang | Équipe LNH             | Nationalité | Joueur      | Repêché de                      |
| ---- | ---------------------- | ----------- | ----------- | ------------------------------- |
| 225  | Capitals de Washington | Canada      | Bill Bell   | Pats de Regina (LHOC)           |
| 226  | Islanders de New York  | Canada      | Jim Murray  | Huskies de Michigan Tech (NCAA) |
| 227  | Rangers de New York    | Canada      | Bill Kriski | Clubs de Winnipeg (LHOC)        |

### 17etour
| Rang | Équipe LNH             | Nationalité | Joueur       | Repêché de                  |
| ---- | ---------------------- | ----------- | ------------ | --------------------------- |
| 228  | Capitals de Washington | Canada      | Bob Blanchet | Rangers de Kitchener (AHO)  |
| 229  | Islanders de New York  | États-Unis  | Mike Dibble  | Badgers du Wisconsin (NCAA) |
| 230  | Rangers de New York    | Canada      | Kevin Treacy | Royals de Cornwall (LHJMQ)  |

### 18etour
| Rang | Équipe LNH             | Nationalité | Joueur       | Repêché de                    |
| ---- | ---------------------- | ----------- | ------------ | ----------------------------- |
| 231  | Capitals de Washington | Canada      | Johnny Bower | Beavers de Downview (LHJPO)   |
| 232  | Islanders de New York  | Canada      | Brian Bye    | Rangers de Kitchener (AHO)    |
| 233  | Rangers de New York    | Canada      | Ken Gassoff  | Tigers de Medicine Hat (LHOC) |

### 19etour
| Rang | Équipe LNH             | Nationalité | Joueur        | Repêché de                    |
| ---- | ---------------------- | ----------- | ------------- | ----------------------------- |
| 234  | Capitals de Washington | Canada      | Yves Plouffe  | Éperviers de Sorel (LHJMQ)    |
| 235  | Islanders de New York  | Finlande    | Martti Jarkko | Tappara Tampere (SM-Liiga)    |
| 236  | Rangers de New York    | Canada      | Cliff Bast    | Tigers de Medicine Hat (LHOC) |

### 20etour
| Rang | Équipe LNH             | Nationalité | Joueur       | Repêché de                            |
| ---- | ---------------------- | ----------- | ------------ | ------------------------------------- |
| 237  | Capitals de Washington | Canada      | Terry Bozack | Lumber Kings de Pembroke (LHCJA)      |
| 238  | Islanders de New York  | Canada      | Ron Phillips | Black Hawks de Saint Catharines (AHO) |
| 239  | Rangers de New York    | Canada      | Jim Mayer    | Huskies de Michigan Tech (NCAA)       |

### 21etour
| Rang | Équipe LNH             | Nationalité | Joueur        | Repêché de                         |
| ---- | ---------------------- | ----------- | ------------- | ---------------------------------- |
| 240  | Capitals de Washington | Canada      | Gordie Cole   | Wheat Kings de Brandon (LHOC)      |
| 241  | Rangers de New York    | États-Unis  | Warren Miller | Golden Gophers du Minnesota (NCAA) |

### 22etour
| Rang | Équipe LNH             | Nationalité | Joueur         | Repêché de                  |
| ---- | ---------------------- | ----------- | -------------- | --------------------------- |
| 242  | Capitals de Washington | Canada      | Mike Cosentino | Red Wings de Hamilton (AHO) |
| 243  | Rangers de New York    | Canada      | Kevin Walker   | Big Red de Cornell (NCAA)   |

### 23etour
| Rang | Équipe LNH             | Nationalité | Joueur      | Repêché de                 |
| ---- | ---------------------- | ----------- | ----------- | -------------------------- |
| 244  | Capitals de Washington | Canada      | John Duncan | Royals de Cornwall (LHJMQ) |
| 245  | Rangers de New York    | États-Unis  | Jim Warner  | Stars du Minnesota (LHJM)  |

### 24etour
| Rang | Équipe LNH             | Nationalité | Joueur        | Repêché de                   |
| ---- | ---------------------- | ----------- | ------------- | ---------------------------- |
| 246  | Capitals de Washington | Canada      | Barry Kerfoot | Bears de Smith Falls (LHCJA) |

### 25etour
| Rang | Équipe LNH             | Nationalité | Joueur    | Repêché de                |
| ---- | ---------------------- | ----------- | --------- | ------------------------- |
| 247  | Capitals de Washington | Canada      | Ron Poole | Chiefs de kamloops (LHOC) |